# Shulamit Ran
Shulamit Ran (שולמית רן bzw. Šûlammît Ran; * 21. Oktober 1949 in Tel Aviv) ist eine israelisch-US-amerikanische Komponistin und Musikpädagogin.

## Leben und Wirken
Ran komponierte bereits als Kind Lieder nach hebräischen Texten. Sie studierte in Israel Klavier und Komposition bei Alexander U. Boskovich und Paul Ben-Haim. Als Stipendiatin des Mannes College of Music und der America Israel Cultural Foundation setzte sie ihre Ausbildung in den USA bei Nadia Reisenberg, Norman Dello Joio und später bei Dorothy Taubman fort. Ab 1973 unterrichtete sie an der University of Chicago, wo sie inzwischen Andrew MacLeish Distinguished Service Professor und künstlerische Leiterin des Contemporary Chamber Players ist.
1990 holte sie Daniel Barenboim als Composer in Residence zum Chicago Symphony Orchestra, in gleicher Funktion wirkte sie von 1994 bis 1997 an der Lyric Opera of Chicago. Ran erhielt Preise, Stipendien und Kompositionsaufträge u. a. vom Martha Baird Rockefeller Fund, der Ford Foundation, dem National Endowment for the Arts, der Guggenheim Foundation, der Fromm Music Foundation, der Serge Koussevitzky Music Foundation, der Eastman School of Music, vom American Composers Orchestra (Concerto for Orchestra), der Chamber Music Society of Lincoln Center (Concerto da Camera II), dem Philadelphia Orchestra (Symphony), dem Chicago Symphony Orchestra (Legends) und dem Baltimore Symphony (Vessels of Courage and Hope). Für ihre Symphony erhielt sie 1991 den Pulitzer-Preis für Musik. 1992 wurde sie in die American Academy of Arts and Sciences und 2003 in die American Academy of Arts and Letters gewählt. Ihre Oper Between Two Worlds (The Dybbuk), ein Auftragswerk der Lyric Opera of Chicago, wurde 1997 uraufgeführt und hatte seine europäische Uraufführung 1999 am Theater Bielefeld.

## Werke
- Sonatina für zwei Flöten (1961)
- Hatzvi Israel, Eulogie für Mezzosopran, Flöte, Harfe und Streichquartett (1969)
- Concert Piece für Klavier und Orchester (1970)
- Three Fantasy Pieces für Cello und Klavier (1971)
- Ensembles for 17 für Sopran und Instrumentalensemble (1975)
- Hyperbolae für Klavier (1976)
- Apprehensions für Stimme, Klarinette und Klavier (1979)
- For an Actor Monologue for Clarinet (1978)
- Private Game für Klarinette und Cello (1979)
- Verticals für Klavier (1982)
- Sonata Walzer für Klavier (1983)
- Fantasy Variations für Cello solo (1979, rev. 1984)
- Fanfare for Two Multi-Tracked Sopranos (1981)
- String Quartet No. 1 (1984)
- Concerto da Camera I für Bläserquintett (1985)
- Adonai Malach (Psalm 93) (1985)
- Amichai Songs für Mezzosopran und Instrumente (1985)
- Concerto für Orchester (1986)
- Concerto da Camera II für Klarinette, Streichquartett und Klavier (1987)
- East Wind für Flöte (1987)
- String Quartet No. 2 "Vistas" (1989)
- Symphony (1989–90)
- Mirage für fünf Spieler (1990)
- Chicago Skyline für Bläser und Perkussion (1991)
- Inscriptions für Violine (1991)
- Legends für Orchester (1992–93, rev. 2001)
- Invocation für Horn, Pauken und Glockenspiel (1994)
- Yearning für Violine und Streichorchester (1995)
- Soliloquy für Violine, Cello und Klavier (1997)
- Between Two Worlds (The Dybbuk), Oper (1997)
- Vessels of Courage and Hope für Orchester (1998)
- Three Scenes für Klarinette (2000)
- Voices für einen Flötisten und Orchester (2000)
- Bach-Shards für Streichquartett (2002)
- Violin Concerto (2002–03)
- Concerto da Camera III (Under the Sun's Gaze) (2003–2004)
- Under the Sun's Gaze (Concerto da Camera III) (2003–2004)
- Shirim L'Yom Tov (Four Festive Songs) für Chor a cappella (2003 und 2005)
- Ha'llel für Orgel (2005)
- Fault Line for Ensemble (2005–06)
- Credo/Ani Ma'amin (2006)
- Song and Dance Duo für Saxophon und Perkussion (2007)
- Show Goes On, The (Ha’hatzaga Nimshechet) Concerto für Klarinette und Orchester (2008)
- Lyre of Orpheus für Streichsextett und Cello solo (2009)
- Silent Voices für vierzehn Musiker und Vorleser (2010)
- Anne Frank, Oper (2023)